# Парк Воинов-интернационалистов (Кременчуг)
Парк Воинов-интернационалистов — парк, расположенный в левобережной части города Кременчуг (Полтавская область, Украина). До 2002 года назывался «Парк культуры и отдыха имени 60-летия Октября» (укр. «Парк культури та відпочинку імені 60-річчя Жовтня»).

## Описание

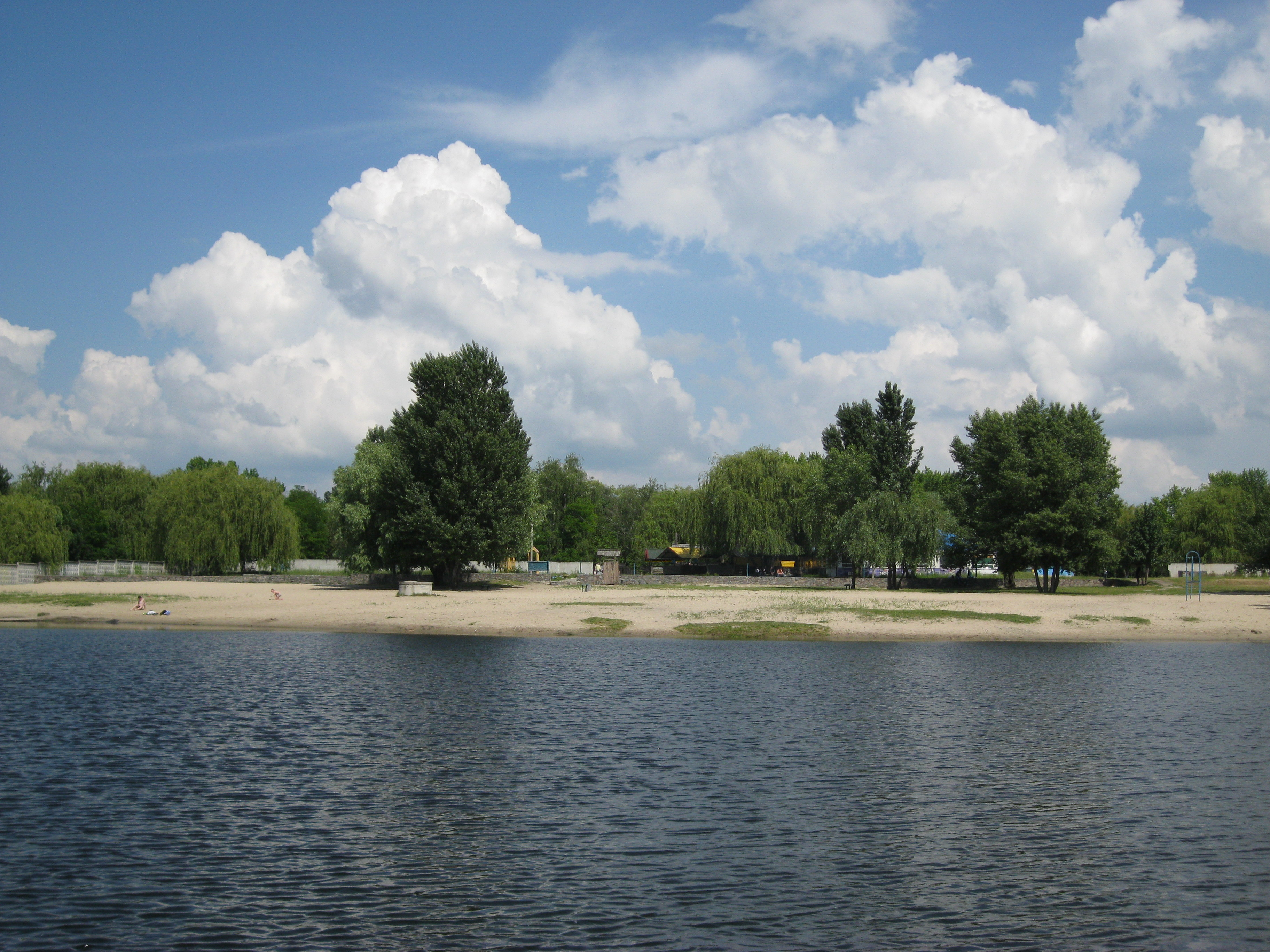
Пляж парка в 2016 году

Парк, являющийся частью ландшафтного парка «Кагамлыцкий», расположен в микрорайоне Молодёжный Автозаводского района, напротив дворца культуры «Нефтехимик». Имеет выход к реке Сухой Кагамлык, на берегу оборудован пляж. В парке расположен мемориальный комплекс, посвящённый воинам-интернационалистам. По состоянию на 2010 год, зелёные насаждения были представлены посадками абрикоса, берёзы, бузины, вербы, груши, дуба, клёна, липы, робинии, ясеня и других.

## История

### Парк 60-летия Октября
В 1970-х годах в Кременчуге производилось активное озеленение: не стал исключением и новый активно застраиваемый район города, посёлок Молодёжный. Району, сооружавшемуся вместе с новым нефтеперерабатывающим комплексом, были необходимы зелёные насаждения, а также общественные зоны для досуга новых жителей. Осенью 1975 года между улицей 50 лет Октября (ныне — проспект Леси Украинки) и речкой Сухой Кагамлык была заложена первая очередь парка культуры и отдыха площадью 4 гектара. Парк был создан на базе существующих садов и каскада прудов на реке.
В течение следующего года проводились работы по обустройству на берегу реки пляжа и аттракционов. Было установлено колесо обозрения. Композиционным центром созданного парка стала круглая клумба, к которой вела центральная аллея. От клумбы расходились другие аллеи. Вокруг парка был сооружён парапет.
В 1977 году у центрального входа была установлена каменная стела с надписью «Парк отдыха имени 60-летия Октября» (парк получил название в честь шестидесятилетия революции). Продолжились работы по обустройству парка, в нём начали проводиться массовые гуляния. Особую роль в создании зелёной зоны сыграл Епишов Георгий Яковлевич, уроженец Воронежской области, многолетний руководитель коммунального предприятия Кременчуга «Зеленстрой», почётный гражданин города.

### Парк Воинов-интернационалистов

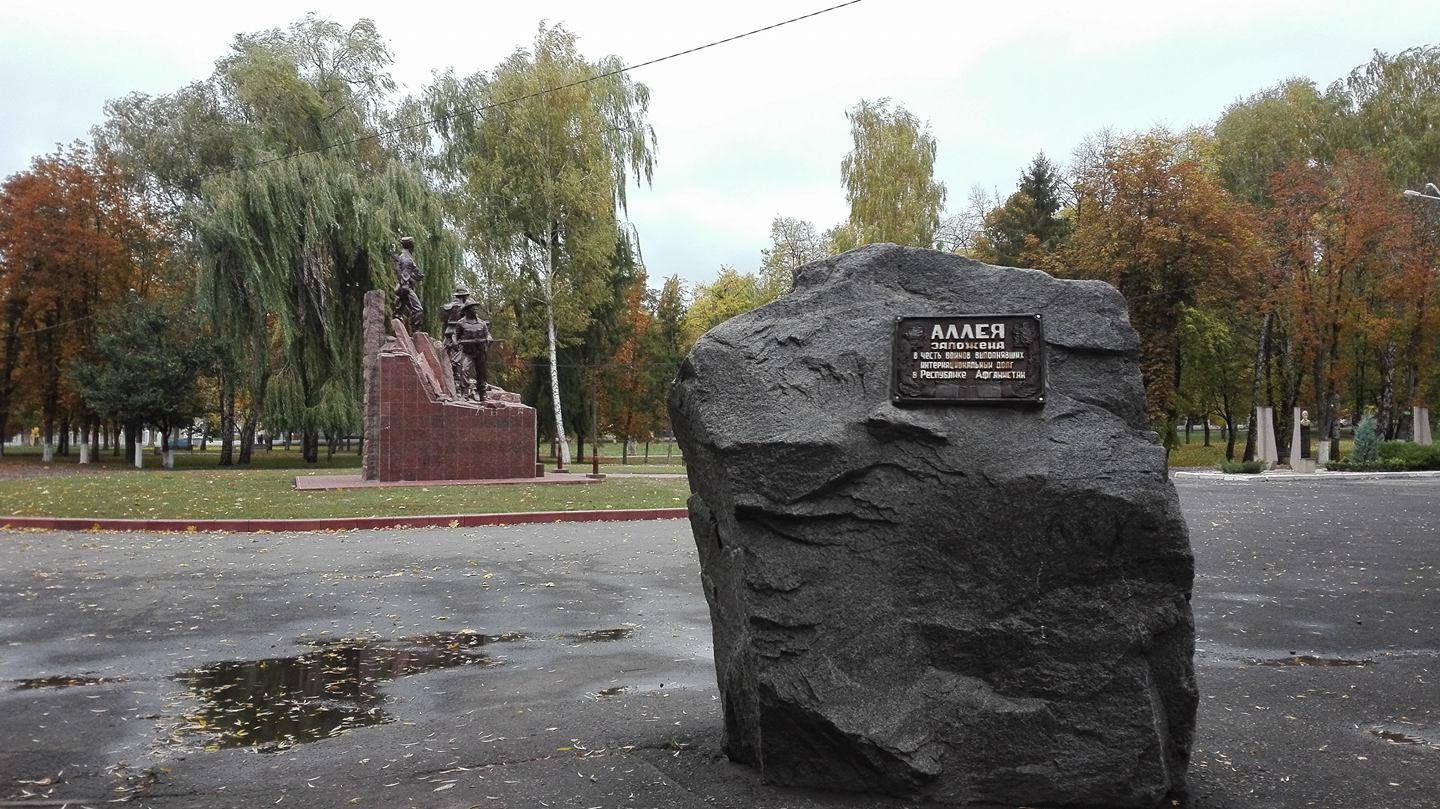
Камень, посвящённый закладке аллеи

В 1990-х годах городской глава Иван Кондратьевич Пономаренко передал парк в распоряжение частной структуре, которая вскоре закрылась вследствие проблем с правоохранительными органами. Парк пришёл в упадок: были демонтированы аттракционы, место части зелёных насаждений заняли частные кафе.
28 октября 1998 года по инициативе городского клуба воинов-интернационалистов был установлен камень, посвящённый погибшим в Афганистане при исполнении долга в 1979-1989 годах. В память о погибших кременчужанах были высажены именные деревья. По словам представителя ветеранской организации, в том же году возникла идея установки в парке мемориала и начались поиски спонсоров.
В 2001 году парк был передан в аренду обществу «Парк посёлка Молодёжный». По словам представителя общества, в парке проводились работы по благоустройству. В 2002 году парк был переименован в честь воинов-интернационалистов. 15 февраля у центрального входа была открыта стела, на которой изображён БТР и двое военнослужащих, а также надпись «Парк Воинов-интернационалистов».

26 сентября 2003 года на месте бывшей центральной круглой клумбы была сооружена скульптурная группа «На афганской тропе». Мемориал был установлен при поддержке почётного гражданина Кременчуга, Матыцина Владимира Митрофановича. Возле мемориала были установлены две стелы, на одной из которых запечатлены слова благодарности генерала Сергея Червонопиского Матыцину. Входящие в мемориал скульптуры командира, снайпера и автоматчика были созданы Валентиной Волковой. Постамент облицован красным гранитом Капустинского месторождения. 29 сентября того же года, в День освобождения города от немецко-фашистских захватчиков, мемориал был открыт в присутствии председателя Комитета по делам воинов-интернационалистов при Совете глав правительств СНГ, героя Советского Союза Руслана Султановича Аушева. Аушев охарактеризовал парк интернационалистов как лучший на территории СНГ. 

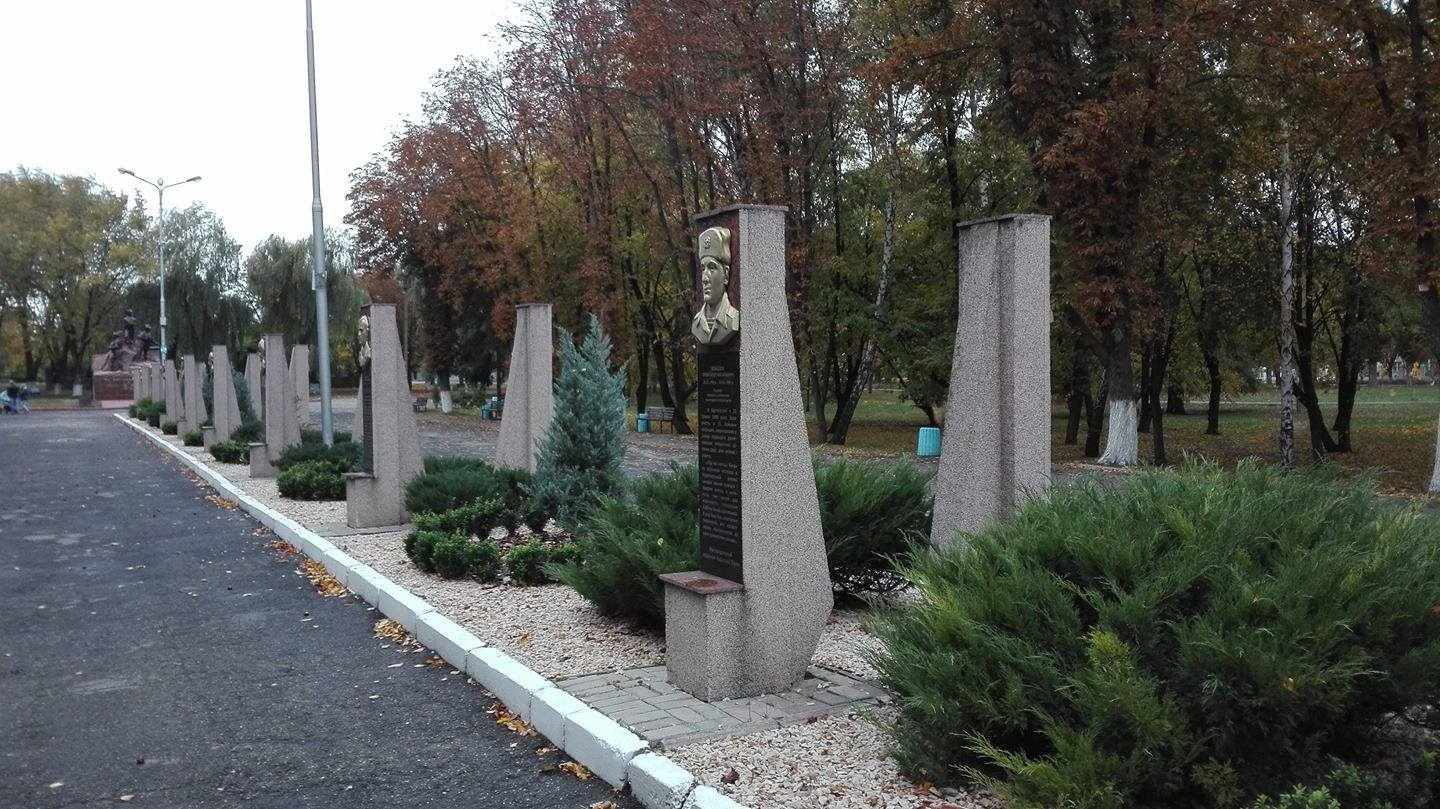
Аллея памяти в парке

На центральной аллее была создана «Аллея памяти» авторства Анатолия Котляра. Аллея состоит из стел, посвящённых уроженцам Кременчуга и Кременчугского района, погибшим в Афганистане. На каждой стеле изображены барельефы военнослужащих с описанием их подвига и правительственных наград, которых они удостоены.
В 2006 году общество-арендатор парка выступило с предложением о строительстве в зелёной зоне детского кафе, магазина, фитнес-центра, картодрома, теннисных кортов и аквапарка. Против застройки парка выступил городской глава Николай Владимирович Глухов.
Парк был передан в обслуживание городской организации ветеранов Афганистана. Организация в разное время выдвигала идеи по установке в парке двух БТР, а также постройке на месте заброшенной танцплощадки музея воинов-интернационалистов. Эти планы не были осуществлены. Состояние парка вызывало нарекания горожан.
В 2013 году территория парка была отнесена к региональному ландшафтному парку-заказнику «Кагамлыцкий». Проектом реконструкции предусматривалось создание в парке новой аллеи, посвящённой воинам, участвовавшим в конфликтах в других странах. В 2016-2017 годах проводилось благоустройство парка и реконструкция мемориала.